# 椎名茂
椎名 茂（しいな しげる、1964年 - ）は日本の経営コンサルタント。

## 来歴・人物
大手コンピュータメーカーの研究員として人工知能の研究に従事。主に制約理論や最適化理論に関する研究成果について学術学会誌への投稿および専門誌への寄稿を多数行う。1999年、KPMGグローバルソリューション株式会社に入社し、SCM最適化における戦略立案や業務改革、およびOracle/EBS、SAP等の大型ERP導入プロジェクトのコンサルティングを中心に活動。
企業、団体などでの講演、投稿記事、論文等多数。

## 経歴
東京都出身。神奈川県立多摩高等学校卒。1988年慶應義塾大学理工学部卒。1991年 - 日本電気株式会社 中央研究所入社。1999年 - KPMGグローバルソリューション株式会社入社。2002年 - 同社の社名変更を経て、ベリングポイント株式会社。マネージング・ディレクターに就任。
2002年にベリングポイント株式会社 マネージング・ディレクターに就任。
2009年 5月 - ベリングポイントのPwCネットワークへの加入と社名変更、同社のPricewaterhouseCoopersネットワークへの参画に伴い、伴い、プライスウォーターハウスクーパース コンサルタント株式会社 パートナーに就任。
2010年 1月 PwCアドバイザリー株式会社との経営統合および社名変更を経て、プライスウォーターハウスクーパース株式会社 パートナーに就任し、翌年にはコンサルティング部門代表となる。企業のSCM改革を担当するオペレーションズ部門と戦略立案コンサルティングを担当するストラテジー部門のリーダーを兼任。
2011年 7月 - 同社 コンサルティング部門代表に就任。
2011年 8月 - 同社 常務取締役に就任。
2012年 7月 - 同社 代表取締役社長に就任。2015年9月末日の任期満了を以って同社代表取締役社長を退任。
2015年 9月 - 同社 代表取締役社長を退任。
2016年 7月 - KPMGコンサルティング株式会社代表取締役社長就任。
2018年10月- 日本障害者スキー連盟会長就任。
2019年 4月 - 慶應義塾大学理工学部訪問教授就任。
2020年 1月 - KPMGコンサルティング株式会社代表取締役社長退任。2020年 3月 - Digital Entertainment Asset Pte. Ltd. 共同CEO 就任。
2021年12月 - Digital Entertainment Asset Pte. Ltd. 共同CEO 退任。

## 著書
- 『サービス業のためのやさしいISO9000の取り方』
- 『TOCハンドブック―制約条件の理論』
- 『製品鮮度を高める5つの技術』 （以上、日刊工業新聞社）等

### 参考サイト
- https://www.newsweekjapan.jp/press_release/2020/03/000000012000047612_1.php%5B%5D